# Bolaños de Campos
Bolaños de Campos település Spanyolországban, Valladolid tartományban.  Lakosainak száma 254 fő (2024).

## Népesség
A település népessége az utóbbi években az alábbiak szerint változott:
| Lakosok száma | 380  | 399  | 372  | 362  | 357  | 356  | 334  | 291  | 246  | 254  |
|               | 2001 | 2004 | 2007 | 2009 | 2012 | 2014 | 2017 | 2019 | 2022 | 2024 |